# Vârful Gurguiota, Munții Metaliferi
Vârful Gurguiota sau Vârful Gurguiata se află în Munții Metaliferi deasupra localității Săcărâmb, având o altitudine de 1058 m.
De pe vârful Gurguiata se pot vedea Munții Retezat, Munții Orăștiei, dealurile Devei, releul de la Cepturari, satul Codreni (Pocăiți), Țara Moților, Pleșa Mică, Pleșa Mare. Se poate ajunge cu mașina pană la aproximativ 1 km de bază.